# 佐賀県道250号鏡山公園線
佐賀県道250号鏡山公園線（さがけんどう250ごう かがみやまこうえんせん）は、佐賀県唐津市を通る一般県道である。

## 概要
唐津市鏡の鏡山から佐賀県道347号虹の松原線交点の鏡山入口交差点に至る。

### 路線データ
- 起点：佐賀県唐津市鏡（鏡山山頂）
- 終点：佐賀県唐津市鏡（鏡山入口交差点、佐賀県道347号虹の松原線交点）

## 歴史
- 2019年（令和元年）
  - 7月20日 - 虹の松原において倒木事故により佐賀県道347号虹の松原線とともに通行止めとなる[1]。
  - 7月26日 - 虹の松原において倒木事故により佐賀県道347号虹の松原線とともに通行止めとなっていた区間の通行止めが解除[2][3]。

## 路線状況

### 道路施設

#### 橋梁
- 新屋敷橋（北牟田川、唐津市）

## 地理

### 通過する自治体
- 唐津市

### 交差する道路
| 交差する道路                          | 交差する場所 | 交差する場所          |
| ------------------------------------- | ------------ | --------------------- |
| 国道202号 佐賀県道40号浜玉相知線 重複 | 鏡           | 唐津市赤水交差点      |
| 佐賀県道347号虹の松原線               | 鏡           | 鏡山入口交差点 / 終点 |

### 交差する鉄道
- 筑肥線

### 沿線
- 鏡山
- JR九州筑肥線 虹ノ松原駅
- 虹の松原